# Manu Dagher
Manu Dagher (Foya Kamara, 12 oktober 1984) is een Liberiaans-Nederlands voetballer die als aanvaller speelde.
De vleugelspits speelde in de jeugd voor Baronie en sc Heerenveen om in de zomer van 2005 naar FC Dordrecht te gaan. Sinds 2009 komt hij uit voor Kozakken Boys. In augustus 2011 tekende hij bij de Engelse amateurclub Waltham Forest FC. Daar speelde hij tot medio 2013 in de Essex Senior Football League.

## Clubstatistieken
| Seizoen | Club         | Duels | Goals | Competitie     |
| ------- | ------------ | ----- | ----- | -------------- |
| 2005/06 | FC Dordrecht | 35    | 3     | Eerste divisie |
| 2006/07 | FC Dordrecht | 37    | 6     | Eerste divisie |
| 2007/08 | FC Dordrecht | 18    | 0     | Eerste divisie |
| Totaal  | Totaal       | 90    | 9     |                |